# Dynabook

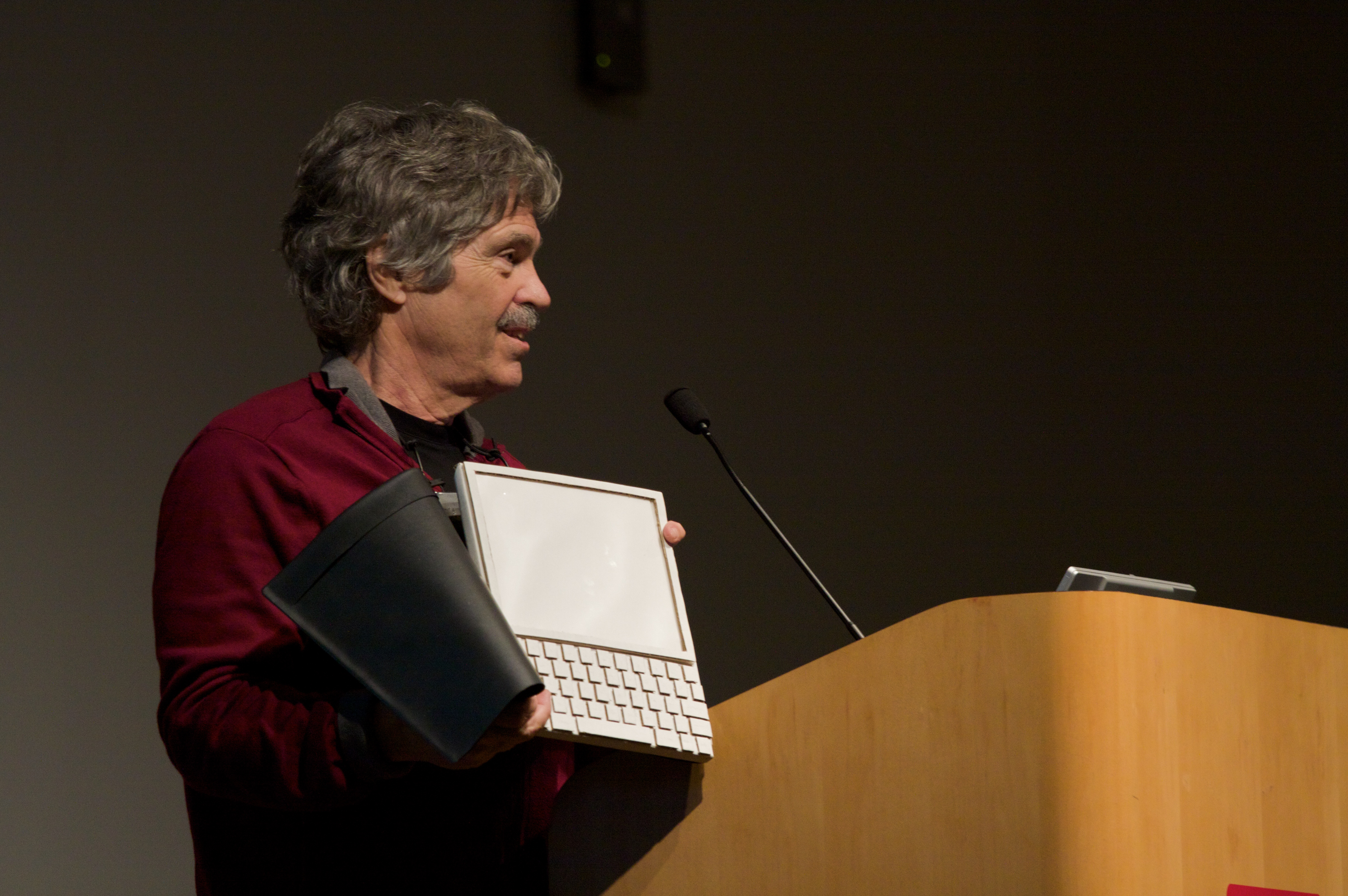
Alan Kay sosteniendo el prototipo del Dynabook.

El concepto Dynabook fue creado por Alan Kay en 1968, dos años antes de la fundación de Xerox PARC. Kay pretendía hacer un ordenador para los niños de todas las edades.
Sin embargo, debido a la falta de apoyo de la empresa Xerox respecto al departamento Xerox PARC, el cual investigaba el desarrollo del invento, el Dynabook no llegó a materializarse para la comercialización; de hecho, solo se llegaron a realizar maquetas de cartón.
Se podría describir el Dynabook como lo que ahora se conoce como ordenador portátil o una tableta PC, el cual tenía como objetivo acercar los niños en el mundo digital. Los adultos también lo podían utilizar, a pesar de estar creado para los niños y niñas.
Kay quería que el Dynabook encarnara las teorías de aprendizaje que Jerome Bruner y Seymour Papert (quien había estudiado con el psicólogo del desarrollo Jean Piaget y había inventado el lenguaje de programación Logo) estaban proponiendo. El hardware en el cual se ejecutara el ambiente de programación era relativamente irrelevante. Desde finales de los noventa, Kay ha estado trabajando en el sistema de programación Squeak, un entorno de código abierto basado en Smalltalk, que se podría ver como continuación lógica del concepto Dynabook.
Toshiba también tiene una línea de ordenadores sublibreta conocidos como DynaBook.
Alan Kay está implicado activamente en el proyecto One Laptop Per Child que utiliza Smalltalk, Squeak, y los conceptos de un ordenador por aprender.
Aunque el hardware necesario para crear un Dynabook ya existe hoy día, Alan Kay cree que el Dynabook no se ha inventado todavía, porque faltan un software clave y un plan de estudios adecuado.

## Características
El Dynabook debía ser un ordenador del tamaño de un libro. Dos tercios de su superficie serían destinados a la pantalla y el tercio restante al teclado integrado. El creador de este invento precursor a las tablets de hoy en día, creía que un buen Dynabook debía cumplir los siguientes requisitos:
- Debe permitir controlar todas las necesidades de su propietario relacionadas con la información.
- Debe ser útil en la programación y resolución de problemas.
- Debe servir como memoria interactiva de almacenamiento y manipulación de la información

- Debe tener la capacidad de funcionar como editor de textos.
- Debe servir como medio de expresión creativa: nos permitirá dibujar, pintar, generar música, etc.

Es decir, el objetivo principal de este invento era "expandir los sentidos del usuario" y funcionar como un medio de comunicación en general.
Además, debía ser un dispositivo pequeño, portátil, con una pantalla de alta calidad. Debía funcionar como un metamedio, es decir, como aparato de creación, desarrollo y transmisión de comunicación y contenidos.

### Lenguaje de programación
El lenguaje de programación utilizado en este invento fue el Smalltalk. Este lenguaje también fue creado por Alan Kay alrededor del año 1969, con la finalidad de convertirse en el medio de expresión humano-dispositivo. Este lenguaje, aunque nació para el Dynabook, tomó un camino diferente y siguió desarrollándose.

## Influencia del proyecto en la tecnología actual
Las investigaciones que se realizaron en el departamento Xerox PARC de la empresa Xerox bajo la tutela de Alan Kay, han sido fundamentales en el posterior desarrollo de la mayoría de lenguajes de programación para objetos.
A pesar de que el Dynabook jamás llegó a materializarse, fue a partir de esta idea que, más adelante, Chuck Thacker y Butler Lampson usaros en concepto de Kay para crear un ordenador que a nivel conceptual se asemejaba al Dynabook pero que tenía una finalidad diferente: iba a ser un ordenador global, no únicamente educativo. Este proyecto si que llegó a materializarse: nació el Xerox Alto. Este fue el primero en plasmar todos los elementos de una interfaz gráfica (GUI, Graphical User Interface, 1972) y en incorporar un ratón. Además, disponía de conexión a Ethernet (tecnología inventada por Xerox), lo que permitía tener, por primera vez, varios ordenadores conectados a la red a la vez. Aun así, no llegó a comercializarse.

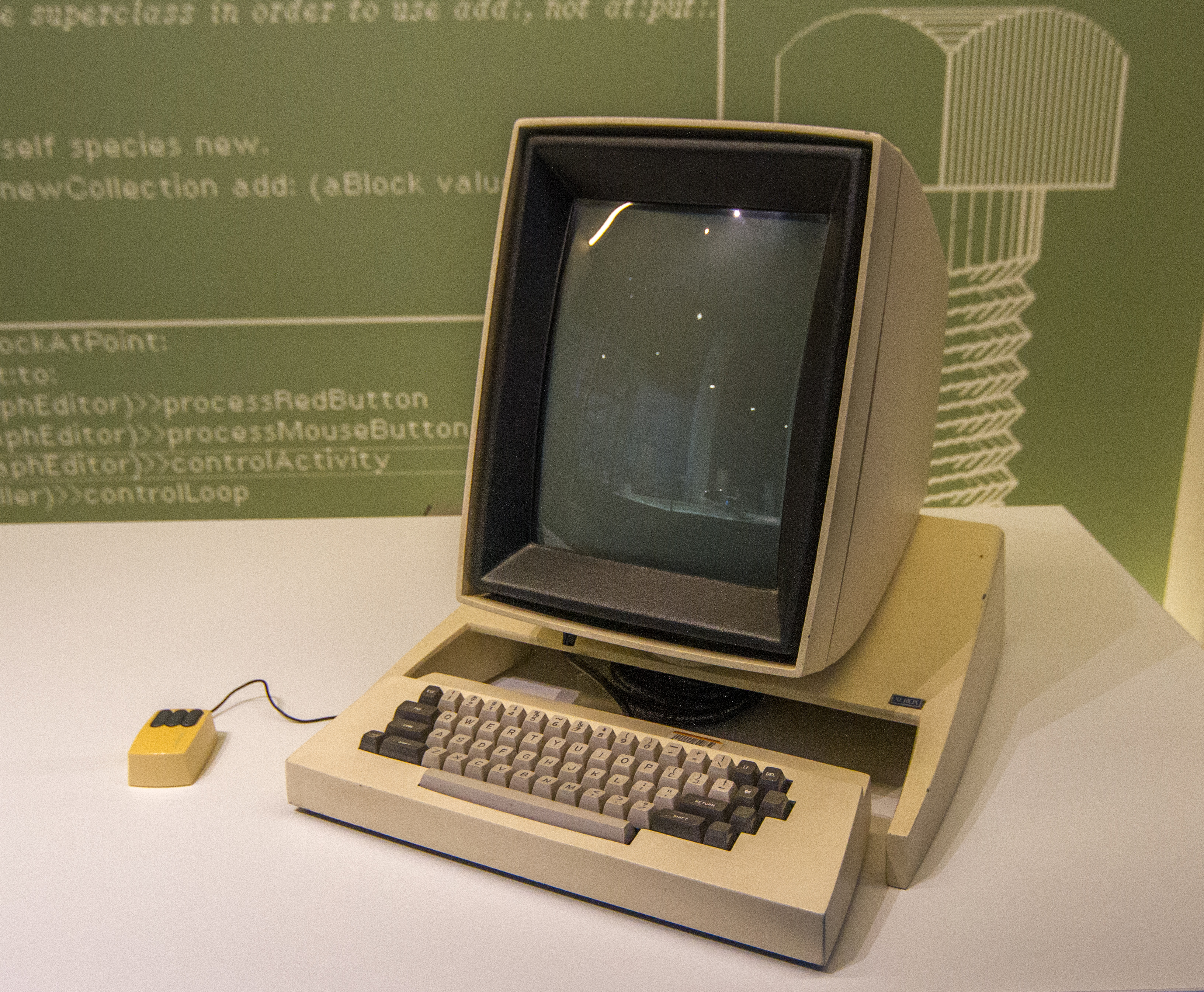
Xerox Alto

Fue en el año 1981 que Xerox aprobó, finalmente, el Xerox Star, una evolución del Xerox Alto: el primer ordenador comercial que incluía entorno gráfico. Aun así, al salir al mercado, grandes empresas como Apple o Microsoft ya contaban con la misma tecnología ya que se apropiaron de la idea (debido a acuerdos realizados con la propia Xerox); a Steve Jobs le conquistó de inmediato la idea de un cursor que se movía por la pantalla e interactuaba con los iconos para abrir y cerrar ventanas.
En el año 2001, los inventores del Xerox Alto, Chuck Thacker y Butler Lampson, crearon la Microsoft Tablet PC (esta vez, trabajando para Microsoft y no para Xerox), que recuperaba la idea del Dynabook de ordenador-libro. Sin embargo, su comercialización fue un fracaso.
Aun así, cabe decir que el proyecto de 1968 de Alan Kay, ha servido para desarrollar otras tecnologías paralelamente como la programación orientada a objetos o la interfaz gráfica. Además, este invento ha sido la madre de todas las tablets de hoy en día y del concepto de "ordenador personal", por el diseño de su interfaz.